# Glymphatisches System
Als glymphatisches System wird ein mutmaßliches Entsorgungssystem für Abfallstoffe im Zentralnervensystem (ZNS) der Wirbeltiere bezeichnet, also in Gehirn und Rückenmark. Der Name ist ein Neologismus (eine Wortneuschöpfung) aus den Begriffen Glia und lymphatisches System und wurde von einer Forschergruppe um Maiken Nedergaard (Rochester und Kopenhagen) 2012 eingeführt, die das System erstmals als eine funktionelle Einheit beschrieb.
Ähnlich dem lymphatischen System, das außerhalb der Hirnhaut endet, also nicht im ZNS vorkommt, wird das glymphatische System als ein fließendes Durchlaufsystem zum Abtransport von überflüssigem und schädlichem Material verstanden. Die Transportflüssigkeit wird in das lymphatische System abgegeben. Trotz einiger skeptischer Kommentare ist das Interesse an seiner Entdeckung schnell gewachsen, besonders wegen seiner Bedeutung für Vorgänge im Schlaf und bei der Entstehung neurodegenerativer Erkrankungen wie der Alzheimer-Krankheit, der Parkinson-Krankheit und der amyotrophen Lateralsklerose (ALS).

## Kreislauf
Die Arterien des ZNS haben ab ihrem Eintritt durch die Hirnhaut rund um ihre Außenwand einen zusätzlichen, sehr engen Gefäßraum, einen so genannten perivaskulären Raum (Spatium perivasculare), der für die Blutgefäße im ZNS die Bezeichnung Virchow-Robin-Raum trägt. Durch diesen Raum gelangt in einem ständigen Strom – angetrieben durch die vom Pulsschlag ausgelösten Wellenbewegungen der Arterienwände – ein kleiner Teil der Gehirn-Rückenmarks-Flüssigkeit (Liquor cerebrospinalis) aus dem Zwischenraum zwischen Schädeldecke und Gehirn (Subarachnoidalraum oder äußerer Liquorraum) in alle Bereiche des ZNS.

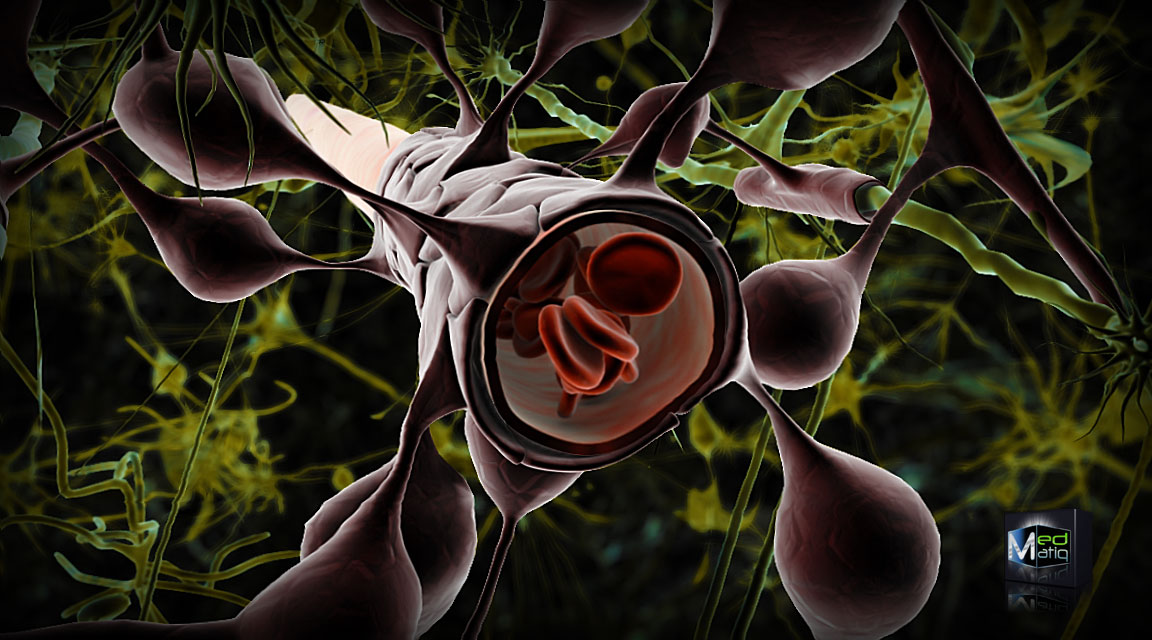
Astrozyten und Anlagerung ihrer Fortsätze an einem Blutgefäß

Der Transportraum entlang der Arteriolen wird seinerseits eng umschlossen von Fortsätzen der Astrozyten (Sternzellen), die die Mehrheit der Gliazellen bilden. Sie nehmen vorbeifließenden Liquor auf und leiten ihn weiter in den gesamten Zellzwischenraum (Interstitium) in Gehirn und Rückenmark.
Die auf diese Weise laufend angereicherte Flüssigkeit im Zellzwischenraum (Interstitialflüssigkeit) sickert ihrerseits von den arteriennahen Bereichen quer durch das Gewebe bis hin zu Venengeflechten, von wo aus sie wieder durch perivaskuläre Räume – diesmal entlang der Außenwände von Venen – das Gehirn verlässt und ab der Hirnhaut in Lymphgefäße fließt. Auf dem Weg durch das Gewebe werden Abfallstoffe aufgenommen, die dann nach dem Transport über perivaskuläre Räume, lymphatisches System und schließlich den allgemeinen Blutkreislauf am Ende in Leber und Niere aufgearbeitet oder entsorgt werden.

## Hintergrund
Zum besonderen Schutz des ZNS vor unkontrolliertem Eindringen großer Moleküle (Makromoleküle) und ihrem internen Durchdringen von Gefäßwänden bestehen die Blut-Hirn-Schranke, die Blut-Liquor-Schranke und die Aussperrung des lymphatischen Systems. Abfallstoffe können deshalb hier nicht so entsorgt werden wie im übrigen Körper. Verschärft wird die Situation durch den intensiveren Stoffwechsel im ZNS. Es gab deshalb seit langem Vermutungen und Anzeichen für ein besonderes Entsorgungssystem.
Bereits 1968 wurde angenommen, dass der Virchow-Robin-Raum ein dem lymphatischen System entsprechender Transportweg sein könne. 1985 wurde diese Annahme bestätigt durch die Aufzeichnung der Ausbreitung spezieller markierter Proteine. Der Abfluss von markierten Proteinen aus dem Zellzwischenraum wurde 1988 nachgewiesen.
Auch bei Vögeln wurden inzwischen Anzeichen für ein glymphatisches System beschrieben. Es wurde im Non-REM-Schlaf eine verstärkte Transportaktivität der Gehirn-Rückenmarks-Flüssigkeit in den Hirnventrikeln festgestellt.

## Nachweismethoden
Nach der Injektion von fluoreszenzmarkierten und radiomarkierten Molekülen verschiedener Größe in den Liquor der Cisterna cerebellomedullaris von Mäusen wurden Eintritt, Verbreitung und Ausscheidung der Substanzen im Gehirn in Echtzeit aufgezeichnet. Dies gelang, indem die oberste Schicht des Cortex durch ein geschlossenes Beobachtungsfenster mit Zwei-Photonen-Mikroskopie in einer Tiefe von 60 und 120 μm gescannt wurde. Große Moleküle, hier Fluorescein Isothiocyanate–Dextran-2000 (FITC-d2000) mit der Molekülmasse von 2000 Kilodalton (kDa), gelangten zwar in den Virchow-Robin-Raum, aber nicht in den Zellzwischenraum (Interstitium). Kleinere Moleküle, hier Alexa Fluor 594 Hydrazid (A594) mit 759 Da und Texas Red–Dextran-3 (TR-d3) mit 3 kDa, breiteten sich dagegen auch im Zellzwischenraum aus, wobei das leichtere A594 deutlich schneller war. Der Transport in tieferen Schichten wurde durch spätere feingewebliche Untersuchungen nachgewiesen.
Die aktive Rolle der Astrozyten durch die Beteiligung ihres Wasserkanals Aquaporin-4 (AQP4) an ihren Kontaktstellen zu den Arterien wurde nachgewiesen durch Kontrollversuche mit transgenen Mäusen, denen AQP4 fehlte. Bei ihnen war der Einstrom der markierten Moleküle verlangsamt und ihre Auswaschung aus dem Gehirn um etwa 70 % reduziert. Die Kreislauffunktion des glymphatischen Systems wurde wenig später mit der kontrastmittelbasierten Magnetresonanztomographie (MRT) auch bei Ratten nachgewiesen.

## Hauptsächlich aktiv im Schlaf
Der Vergleich des Transports bei wachen und schlafenden Tieren zeigte einen Rückgang um etwa 95 % im Wachzustand. Es zeigte sich weiter, dass im Schlaf das Volumen des Zellzwischenraums durch Schrumpfung der Zellkörper vergrößert war, mit einem Anteil am Gesamtvolumen von etwa 24 % im Vergleich zu etwa 14 % im Wachzustand. Im Schlaf war daher >60 % mehr Raum für den Flüssigkeitstransport vorhanden. Noradrenalin, ein Hauptmodulator des Wachheitsniveaus, erwies sich auch als möglicher Regler des Volumens des Zellzwischenraums und damit der Effektivität des glymphatischen Systems.

## Schutzfunktionen
Seit etwa 2008 hat sich zunehmend die Auffassung durchgesetzt, dass Proteinfehlfaltungserkrankungen wie z. B. Alzheimer auf Proteinfehlbildungen nicht allein im Zellinneren, sondern auch im Zellzwischenraum zurückzuführen sind. Die Bedeutung des glymphatischen Systems für den Abtransport fehlgefalteter Proteine aus dem Gehirn ist deshalb seitdem Gegenstand intensiver Forschung. Ein Zusammenhang ist bei allen bekannten neurodegenerativen Erkrankungen denkbar.

### Alzheimer
Ablagerungen von Beta-Amyloiden, so genannte Senile Plaques, im Zellzwischenraum werden durch das glymphatische System abtransportiert. Bei Mäusen war der Abtransport der Beta-Amyloiden während des Schlafs doppelt so schnell wie während der Wachphasen. Dies wurde in Verbindung gebracht mit dem erhöhten Risiko von Personen mit Schlafstörungen, an Alzheimer zu erkranken. Auch die Zunahme des Erkrankungsrisikos im Alter wurde in Verbindung gebracht mit dem entsprechenden, altersbedingten Leistungsabfall des glymphatischen Systems. Bestimmte pathogene, für Alzheimer charakteristische, Formen von Tau-Proteinen werden ebenfalls durch das glymphatische System aus dem Zellzwischenraum abtransportiert.

### Amyotrophe Lateralsklerose (ALS)
Ein Kennzeichen von ALS ist die Anhäufung des fehlgefalteten Enzyms SOD1, und in einer Hypothese von 2015 wurde vorgeschlagen, dass bei ALS-Patienten die Funktion des glymphatischen Systems beeinträchtigt sein und zur Neurodegeneration beitragen könne.

## Ausgeweitete perivaskuläre Räume als Biomarker
Pathologische Erweiterungen perivaskulärer Räume lassen sich in der Magnetresonanztomographie (MRT) darstellen. Es sind Anzeichen dafür gefunden worden, dass solche Ausweitungen Hinweise sein können für kleine Gefäßschäden, ein erhöhtes Risiko für Schlaganfall, und die Entwicklung von Demenz. Ein Gegenstand der Forschung ist, ob auf diesem Weg Biomarker als frühe Anzeichen neurodegenerativer Erkrankungen zu finden sind.